# Mbende-Jerusarema
Mbende-Jerusarema is een dansstijl beoefend door de Zezuru Shona in het oosten van Zimbabwe.
De dans wordt gekenmerkt door acrobatische en sensuele bewegingen door mannen en vrouwen. Een drummer wordt vergezeld door mannen met klepels en door vrouwen die handen klappen, jodelen en op fluitjes blazen. In tegenstelling tot andere op drum-gebaseerde dansstijlen uit Oost-Afrika, heeft het geen ingewikkeld voetstampen of een groot aantal drummers.
De muziek wordt uitgevoerd door een meesterdrummer, er zijn geen liedjes of teksten. In de loop van de dans, als de mannen vaak hurken en beide armen schokken en krachtig schoppen met het rechterbeen. Mbende was al voor de koloniale overheersing een Shonawoord voor mol. Dit dier was een symbool voor vruchtbaarheid, seksualiteit en familie. Onder invloed van christelijke missionarissen, die de seksuele dans afkeurden, werd de naam verandert in Jerusarema. Dit is de naam van Jeruzalem in de Shonataal.
Sinds 2005 is Mbende-Jerusarema vermeld op de Representatieve lijst van het immaterieel cultureel erfgoed van de mensheid.